# Вільгельм Остергольд
Вільгельм Остергольд (нім. Wilhelm Osterhold; 12 січня 1914, Бад-Ольдесло — 3 квітня 2002, Ганноверш-Мюнден) — німецький офіцер, оберстлейтенант вермахту, оберст бундесверу. Кавалер Лицарського хреста Залізного хреста з дубовим листям.

## Біографія
В 1935 році вступив у вермахт. У складі 27-го фузілерного полку 12-ї піхотної дивізії брав участь у Німецько-радянській війні. У липні 1944 року його дивізія була практично повністю знищена в районі Гродно. У серпні 1944 року дивізія була відновлена на Заході під назвою 12-ї народно-гренадерської, а Остергольд на початку 1945 року прийняв командування 48-м гренадерським полком цієї дивізії. У квітні 1944 року дивізія потрапила в Рурський котел і 18 квітня 1945 року здалася. 1 грудня 1955 року вступив в бундесвер. 31 березня 1972 року вийшов у відставку.

## Нагороди
- Медаль «За вислугу років у Вермахті» 4-го класу (4 роки)
- Залізний хрест
  - 2-го класу (13 жовтня 1939)
  - 1-го класу (31 грудня 1940)
- Штурмовий піхотний знак в сріблі
- Німецький хрест в золоті (3 червня 1942)
- Медаль «За зимову кампанію на Сході 1941/42»
- 3 нарукавні знаки «За знищений танк»
- Дем'янський щит
- Нагрудний знак ближнього бою в бронзі
- Нагрудний знак «За поранення» в золоті
- Лицарський хрест Залізного хреста з дубовим листям
  - лицарський хрест (26 березня 1944)
  - дубове листя (№732; 10 лютого 1945)